# ミッキーのサウンドセーショナル・パレード
ミッキーのサウンドセーショナル・パレード （英語: Mickey's Soundsational Parade） は、ディズニーランドで公演されている昼のパレードである。

## 概要
2011年5月27日より、ディズニーランド・リゾート内のディズニーランドで公演されている。2015年までは昼と夜の両方で公演されていたが、2015年にペイント・ザ・ナイトが始まってからは昼のみの公演となっている。

## パレード構成
- プリ・パレード[1]
  - ディズニー映画『アナと雪の女王』より

- ミッキー・ストライクス・アップ・ザ・バンド!
- アラジンのマジカル・シンバル・セレブレーション
  - ディズニー映画『アラジン』より
- セバスチャンのカリプソ・カーニバル
  - ディズニー映画『リトル・マーメイド』より
- ドナルドのフィエスタ・ファンタスティコ
  - ディズニー映画『三人の騎士』より
- ロイヤル・プリンセス・ロマンチック・メロディー
  - ディズニー映画『眠れる森の美女』、『美女と野獣』、『シンデレラ』、『白雪姫』、『塔の上のラプンツェル』より
- シンバのビーストリー・ビート
  - ディズニー映画『ライオン・キング』より
- ティアナのニューオーリンズ・ジャズジュビリー
  - ディズニー映画『プリンセスと魔法のキス』より
- ピーター・パンのネバーランド・バッカニアブラスト
  - ディズニー映画『ピーター・パン』より
- メリー・ポピンズのスプーンフル・オブ・リズム

ディズニー映画『メリー・ポピンズ』より

## 使用楽曲
アナと雪の女王
- レット・イット・ゴー - Let It Go

オープニング
- ミッキーマウス・クラブ・マーチ - Mickey Mouse Club March

アラジン
- アラビアン・ナイト - Arabian Nights
- 一足お先に - One Jump Ahead
- アリ王子のお通り - Prince Ali

リトル・マーメイド
- キス・ザ・ガール - Kiss the Girl
- アンダー・ザ・シー - Under the Sea

三人の騎士
- 三人の騎士 - The Three Caballeros
- サルダス・アミーゴス - Saludos Amigos
- バイーア - Baía

プリンセス
- いつか王子様が - Someday My Prince Will Come
- いつか夢で - Once Upon a Dream
- これが恋かしら - So This Is Love
- 美女と野獣 - Beauty and the Beast
- 輝く未来 - I See the Light

ジャングル
- トラッシン・ザ・キャンプ - Trashin' the Camp
- 早く王様になりたい - I Just Can't Wait to Be King
- 君のようになりたい - I Wanna Be Like You
- サークル・オブ・ライフ - Circle of Life

プリンセスと魔法のキス
- 連れて行くよ - Gonna Take You There
- もう一度考えて - Dig a Little Deeper

ピーター・パン
- 海賊ぐらし - A Pirate's Life
- ヨーホー - Yo Ho (A Pirate's Life for Me)
- 君も飛べるよ！ - You Can Fly

フィナーレ
- スーパーカリフラジリスティックエクスピアリドーシャス - Supercalifragilisticexpialidocious
- お砂糖ひとさじで - A Spoonful of Sugar
- 踊ろう、調子よく- Step in Time